# 目白善信
目白善信（日语：メジロパーマー），是日本純種競賽馬匹。生涯活躍於中長途賽事，曾於1992年勝出寶塚紀念及有馬紀念，成爲第五匹制霸春秋大獎賽的賽駒。

## 出賽前
1987年3月21日出身於北海道伊達市目白牧場，所有權直接歸於牧場旗下。
其後交由栗東訓練中心練馬師大久保正陽訓練。

## 競賽生涯

### 3歲（現2歲）
1989年8月12日出戰函館競馬場3歲新馬戰，然而於比賽途中被一直領放的Zogebune Megami不斷拋離，最終以6馬位差距落敗。
其後出戰另外一場3歲新馬戰，亦於其中獲得第二。
9月9日出戰3歲未勝利戰，於其中發揮優秀的實力成功取得首次勝利，其後出戰公開賽宇宙賞亦以同樣方式取勝。
取得連勝後，其出戰兩場公開賽萩錦標及京都三歲錦標，但分別以第九及第八落敗，賽後更被發現有骨折的情形而需要長期休養。

### 4歲（現3歲）
1990年其於6月復出出戰榆樹錦標，但於其中僅獲得第五。
其後主要出戰條件戰及公開賽，但未能發揮優秀表現下全數落敗。
8月19日出戰函館紀念，爲其首次出戰分級賽，雖然於一直保持領放的姿態，但於直路上一直失速，最終以尾二第七完賽。
函館紀念賽後，其被發現再度骨折，最終需要進入休養。

### 5歲（現4歲）
1991年3月以鈴鹿錦標作爲復出戰，雖然於其中以第十二大敗，但其後於大原錦標及大阪城錦標分別跑獲第三及第四的不俗戰績。
4月28日出戰春季天皇賞，於其中採用領放戰術下一路帶領馬群進入直路，可惜再度失速之下以第十三大敗。
完成春季天皇賞後，其重返條件戰累積獎金，並於新雪谷特別及十勝岳特別中取得一冠一亞的優秀戰績。
6月30日乘勢以連戰的姿態出戰札幌紀念，並於賽前獲得第四人氣。比賽開始後，雖然騎師松永幹夫嘗試指揮目白善信搶前領放，但被其他賽駒阻擋下無法施展此戰術，最終選擇於第三左右的位置推進。然而通過第二彎道時，目白善信表現出衝前的慾望，因而松永控制其抽出外檔避開前方的對手，進入獨自領放的狀態，最終其於一放到底下以1/2馬位優勢取得首個分級賽冠軍。
入秋後其出戰巴賞、函館紀念及京都大賞典三場賽事，然而於其中遭遇諸如漏閘、失速等事故，三場賽事均未能跑出優秀的戰績。
有見及此，陣營決定啟用之前經已有所準備的轉戰跳欄賽計劃，安排其向跳欄賽戰線進發，並於障礙4歲以上未勝利戰及障礙4歲以上400萬獎金以下條件戰中取得一冠一亞的優異戰績。
然而由於目白善信於跳欄時習慣將中心壓低，導致其於比賽途中前腳常常和障礙物有所碰撞而組成受傷。因而陣營眼見其傷勢及身體狀況後，決定放棄障礙賽戰線的計劃，並安排其重返平地賽事。

### 6歲（現5歲）
短暫放草過後於1992年3月29日出戰年度首戰珊瑚錦標，於其中獲得第四。
其後出戰春季天皇賞，本次比賽其繼續採取領放戰術，但於直路上再度失速之下僅獲得第七。
5月17日出戰新潟大賞典，因爲近來的戰績不佳而僅獲得第七人氣。比賽開始後，其採用一貫的習慣搶佔位置領放，並不斷拉開距離使後方賽駒無法迫近。進入直路後，其仍然保持速度以繼續領先，最終以拋離後方4馬位及爆冷的姿態再度取得分級賽冠軍。
6月14日其出戰寶塚紀念，雖然其於此前贏得新潟大賞典，但因爲本次有諸如Kamino Cresse、大德日神及Mr.Spain等強敵的參戰，因而其僅獲得第九人氣。比賽開始後，其縱然處於第12檔較外檔的位置，但其仍然積極搶佔位置進行領放，並於比賽途中一直保持領先。進入直路後，雖然後方的Kamino Cresse及Mr.Spain一直加速迫近，但目白善信仍然可以堅守自身領先的位置，最終成功以3馬位優勢擊敗對手，再度以爆冷的方式奪冠，亦獲得首個一級賽冠軍，更爲年僅21歲的騎師山田泰誠取得首個一級賽優勝。
進入秋季後其出戰京都大賞典及秋季天皇賞，然而於兩場比賽均未能發揮水準，分別以第九及第十七落敗。
12月27日出戰有馬紀念，由於在秋季賽事的大敗，其於本次比賽人氣重新回落至第十五。比賽開始後，隨即搶佔位置施展一貫的領放戰術，和大德日神一同以領放姿態於比賽初段拋離後方馬群。通過第三彎道時，其被一同領放的大德日神超越，但於其後在對手失速之際重奪領先的位置。進入直路後，雖然目白善信開始力弱且內欄的昔日世界及外檔的優秀素質紛紛衝出，但其仍然保持速度嘗試抵擋對手的追擊，最終以平頭的姿態和昔日世界一同衝線。而根據照片判定，賽會最終確認目白善信以鼻位的細微優勢壓贏對手，成功第三度以爆冷的姿態取得冠軍，亦成爲日本賽馬史上第五匹制霸春秋大獎賽的賽駒。
年末，由於其在年間兩勝一級賽，於評選中以93票當選最佳4歲及以上雄馬，亦以92票當選最佳父內國產馬，但於日本馬王評選則大敗本年度取得無敗二冠的3歲馬美浦波旁。

### 7歲（現6歲）
1993年其以阪神大賞典作爲年度首戰，於其中再度以快放戰術拋離後方的對手，並於直路上和Takeno Velvet及優秀素質的位置爭奪中勝出，成功奪得冠軍。
然而其後出戰衆多賽事均未能掄元，最佳戰績爲於春季天皇賞中僅敗於米浴及目白麥昆取得季軍。

### 8歲（現7歲）
1994年其繼續現役，並以1月23日的日經新春盃作爲首戰。雖然其於比賽中需要背負高達60.5公斤的頂磅，但其仍然可以於其中保持優秀的實力，最終以第二名完賽。
然而賽後其被發現右前腳有肌腱炎的症狀，因而進入長期休養。進入秋季後，陣營判斷其恢復未如理想，加上其已達8歲的高齡，因而決定安排其退役。

### 詳細賽績
| 日期       | 舉辦國家 | 馬場 | 距離   | 級別 | 賽事名稱                 | 負重 | 騎師       | 馬號 | 出馬 | 名次 | 時間   | 頭馬（二馬）         |
| ---------- | -------- | ---- | ------ | ---- | ------------------------ | ---- | ---------- | ---- | ---- | ---- | ------ | -------------------- |
| 12/8/1989  | 日本     | 函館 | 草1800 |      | 3歲新馬                  | 53   | 柴田政人   | 4    | 7    | 2    | 1:00.1 | Zogebune Megami      |
| 26/8/1989  | 日本     | 函館 | 草1800 |      | 3歲新馬                  | 53   | 柴田政人   | 1    | 7    | 2    | 0:59.2 | Golden Stella        |
| 9/9/1989   | 日本     | 函館 | 草1200 |      | 3歲未勝利                | 53   | 田面木博公 | 8    | 9    | 1    | 1:13.6 | （Pot Mitsuru Boy）  |
| 23/9/1989  | 日本     | 函館 | 草1700 | OP   | 宇宙賞                   | 53   | 田面木博公 | 5    | 7    | 1    | 1:47.7 | （King of Track）    |
| 14/10/1989 | 日本     | 京都 | 草1200 | OP   | 萩錦標                   | 54   | 村本善之   | 2    | 9    | 9    | 1:11.9 | Heisei Tomi O        |
| 25/11/1989 | 日本     | 京都 | 草1600 | OP   | 京都三歲錦標             | 55   | 田島良保   | 10   | 10   | 8    | 1:38.2 | Nichido Thunder      |
| 17/6/1990  | 日本     | 札幌 | 草1800 |      | 榆樹錦標                 | 54   | 河內洋     | 2    | 6    | 5    | 1:51.7 | Uto Time             |
| 8/7/1990   | 日本     | 札幌 | 泥1700 |      | 大雪讓賽                 | 50   | 松永幹夫   | 1    | 6    | 6    | 1:45.1 | Shin Noble           |
| 22/7/1990  | 日本     | 札幌 | 草1800 | OP   | 道新盃                   | 52   | 松永幹夫   | 2    | 11   | 5    | 1:49.9 | Uto Time             |
| 5/8/1990   | 日本     | 函館 | 草1800 | OP   | 巴賞                     | 53   | 松永幹夫   | 2    | 9    | 8    | 1:48.0 | Lucky Guerlain       |
| 19/8/1990  | 日本     | 函館 | 草2000 | GIII | 函館紀念                 | 48   | 松永幹夫   | 3    | 15   | 7    | 2:00.4 | Lucky Guerlain       |
| 2/3/1991   | 日本     | 中京 | 草1200 |      | 鈴鹿錦標                 | 56   | 角田晃一   | 2    | 16   | 12   | 1:10.8 | Golden Rikka         |
| 24/3/1991  | 日本     | 京都 | 草2400 |      | 大原錦標                 | 53   | 村本善之   | 13   | 14   | 3    | 2:26.5 | Tai Eagle            |
| 6/4/1991   | 日本     | 京都 | 草2400 | OP   | 大阪城錦標               | 51   | 村本善之   | 2    | 12   | 4    | 2:27.2 | Erimo Passer         |
| 28/4/1991  | 日本     | 京都 | 草3200 | GI   | 春季天皇賞               | 58   | 松永幹夫   | 11   | 18   | 13   | 3:21.6 | 目白麥昆             |
| 8/6/1991   | 日本     | 札幌 | 草1800 |      | 新雪谷特別               | 57   | 松永幹夫   | 2    | 14   | 2    | 1:48.7 | Super Shinzan        |
| 22/6/1991  | 日本     | 札幌 | 草1800 |      | 十勝岳特別               | 57   | 松永幹夫   | 5    | 6    | 1    | 1:48.8 | （Largest）          |
| 30/6/1991  | 日本     | 札幌 | 草2000 | GIII | 札幌紀念                 | 51   | 松永幹夫   | 10   | 16   | 1    | 2:00.9 | （Mogami Champion）  |
| 4/8/1991   | 日本     | 函館 | 草1800 | OP   | 巴賞                     | 56   | 松永幹夫   | 10   | 14   | 6    | 1:51.7 | Tsurumai Nus         |
| 18/8/1991  | 日本     | 函館 | 草2000 | GIII | 函館紀念                 | 54   | 松永幹夫   | 7    | 14   | 5    | 1:59.8 | Mejiro Marsyas       |
| 6/10/1991  | 日本     | 京都 | 草2400 | GII  | 京都大賞典               | 57   | 角田晃一   | 2    | 7    | 7    | 2:29.7 | 目白麥昆             |
| 2/11/1991  | 日本     | 京都 | 障3000 |      | 障礙4歲以上未勝利        | 59   | 押田年郎   | 2    | 9    | 1    | 3:24.5 | （Calstone Parthia） |
| 1/12/1991  | 日本     | 阪神 | 障3150 |      | 障礙4歲以上400萬獎金以下 | 59   | 押田年郎   | 5    | 11   | 2    | 3:32.5 | Ein Kaiser           |
| 29/3/1992  | 日本     | 阪神 | 草1400 | OP   | 珊瑚錦標                 | 56   | 安田隆行   | 4    | 13   | 4    | 1:24.8 | Bamboo Passion       |
| 26/4/1992  | 日本     | 京都 | 草3200 | GI   | 春季天皇賞               | 58   | 山田泰誠   | 12   | 14   | 7    | 3:22.9 | 目白麥昆             |
| 17/5/1992  | 日本     | 新潟 | 草2200 | GIII | 新潟大賞典               | 54   | 山田泰誠   | 4    | 13   | 1    | 2:13.4 | （Tanino Borero）    |
| 14/6/1992  | 日本     | 阪神 | 草2200 | GI   | 寶塚紀念                 | 57   | 山田泰誠   | 12   | 13   | 1    | 2:18.6 | （Kamino Cresse）    |
| 11/10/1992 | 日本     | 京都 | 草2400 | GII  | 京都大賞典               | 59   | 山田泰誠   | 2    | 14   | 9    | 2:26.1 | Osumi Roch           |
| 1/11/1992  | 日本     | 東京 | 草2000 | GI   | 秋季天皇賞               | 58   | 藤田伸二   | 3    | 18   | 17   | 2:00.4 | 大君起駕             |
| 27/12/1992 | 日本     | 中山 | 草2500 | GI   | 有馬紀念                 | 56   | 山田泰誠   | 3    | 16   | 1    | 2:33.5 | （昔日世界）         |
| 14/3/1993  | 日本     | 阪神 | 草3000 | GII  | 阪神大賞典               | 59   | 山田泰誠   | 5    | 11   | 1    | 3:09.2 | （Takeno Velvet）    |
| 25/4/1993  | 日本     | 京都 | 草3200 | GI   | 春季天皇賞               | 58   | 山田泰誠   | 9    | 15   | 3    | 3:17.6 | 米浴                 |
| 13/6/1993  | 日本     | 阪神 | 草2200 | GI   | 寶塚紀念                 | 56   | 山田泰誠   | 3    | 11   | 10   | 2:21.5 | 目白麥昆             |
| 10/10/1993 | 日本     | 京都 | 草2400 | GII  | 京都大賞典               | 59   | 山田泰誠   | 3    | 10   | 9    | 2:25.7 | 目白麥昆             |
| 30/10/1993 | 日本     | 京都 | 草1400 | GII  | 天鵝錦標                 | 59   | 山田泰誠   | 5    | 16   | 11   | 1:22.7 | Shinko Lovely        |
| 28/11/1993 | 日本     | 東京 | 草2400 | GI   | 日本盃                   | 57   | 山田泰誠   | 6    | 16   | 10   | 2:25.4 | 昔日世界             |
| 26/12/1993 | 日本     | 中山 | 草2500 | GI   | 有馬紀念                 | 56   | 橫山典弘   | 14   | 14   | 6    | 2:31.9 | 東海帝王             |
| 23/1/1993  | 日本     | 阪神 | 草2500 | GII  | 日經新春盃               | 60.5 | 山田泰誠   | 3    | 16   | 2    | 2:35.8 | Monsieur Siecle      |

## 退役後
退役後，目白善信成爲了配種馬，於北海道靜內町（今新日高町）Arrow Stud休養，在1995年進行配種，首批子嗣於1996年出生。首批子嗣可於1998年出賽。2002年11月9日，Mejiro Raiden在京都跳欄賽取勝，成爲首匹勝出分級賽的子嗣。
2002年其由配種馬退役，前往北海道洞爺湖町目白牧場洞爺分場（今Lake Villa牧場）以功勞馬身份進行養老生活。
2012年4月7日，其因心臟麻痹死亡，享年25歲。

### 主要子嗣

#### 分級賽優勝子嗣
1996年生
- Mejiro Raiden（京都跳欄賽）

## 血統簡介
父系Mejiro Eagle爲日本賽駒，生涯戰績不俗，曾勝出京都新聞盃。祖父Mejiro Samman亦爲日本賽駒，生涯戰績不俗尤其活躍於長途賽事，曾勝出目黑紀念及長途馬錦標。
母系Mejiro Fantasy爲日本賽駒，生涯出戰四場賽事僅勝出其中一場。外祖父Gay Mecene爲美國生產的法國賽駒，生涯戰績優秀，曾勝出一級賽聖格盧大賽，亦於英皇佐治六世及皇后伊利沙伯鑽石錦標跑獲第二。

### 血統表
| 父線：Prince Chevalier系（Prince Rose系）             |                                 |                 |                  |
| 種馬 Mejiro Eagle 1975年（棗色）                      | Mejiro Samman 1963年（棗色）    | Charlottesville | Prince Chevalier |
| 種馬 Mejiro Eagle 1975年（棗色）                      | Mejiro Samman 1963年（棗色）    | Charlottesville | Noorani          |
| 種馬 Mejiro Eagle 1975年（棗色）                      | Mejiro Samman 1963年（棗色）    | Paradisea       | Aureole          |
| 種馬 Mejiro Eagle 1975年（棗色）                      | Mejiro Samman 1963年（棗色）    | Paradisea       | Chenille         |
| 種馬 Mejiro Eagle 1975年（棗色）                      | Amazon Warrior 1960年（棗色）   | Khaled          | Hyperion         |
| 種馬 Mejiro Eagle 1975年（棗色）                      | Amazon Warrior 1960年（棗色）   | Khaled          | Eclair           |
| 種馬 Mejiro Eagle 1975年（棗色）                      | Amazon Warrior 1960年（棗色）   | War Batsy       | War Relic        |
| 種馬 Mejiro Eagle 1975年（棗色）                      | Amazon Warrior 1960年（棗色）   | War Batsy       | Betsy Ross       |
| 繁殖雌馬 Mejiro Fantasy 1981年（深棗色）              | Gay Mecene 1975年（深棗色）     | Vaguely Noble   | Vinena           |
| 繁殖雌馬 Mejiro Fantasy 1981年（深棗色）              | Gay Mecene 1975年（深棗色）     | Vaguely Noble   | Noble Lassie     |
| 繁殖雌馬 Mejiro Fantasy 1981年（深棗色）              | Gay Mecene 1975年（深棗色）     | Gay Missile     | Sir Gaylord      |
| 繁殖雌馬 Mejiro Fantasy 1981年（深棗色）              | Gay Mecene 1975年（深棗色）     | Gay Missile     | Missy Baba       |
| 繁殖雌馬 Mejiro Fantasy 1981年（深棗色）              | Princess Lyphard 1975年（棗色） | 利法爾          | 北地舞人         |
| 繁殖雌馬 Mejiro Fantasy 1981年（深棗色）              | Princess Lyphard 1975年（棗色） | 利法爾          | Goofed           |
| 繁殖雌馬 Mejiro Fantasy 1981年（深棗色）              | Princess Lyphard 1975年（棗色） | No Luck         | Lucky Debonair   |
| 繁殖雌馬 Mejiro Fantasy 1981年（深棗色）              | Princess Lyphard 1975年（棗色） | No Luck         | No Teasing       |
| 雌系：No Fiddling系（號族：1-s）                      |                                 |                 |                  |
| 五代內近親交配：Aureole 4×5、Hyperion 5×4、Nearco 5×5 |                                 |                 |                  |

## 命名由來
名字中，Mejiro（メジロ）是馬主目白牧場冠名，亦即是其牧場名字，Palmer（パーマー）則是目白牧場按照當年命名規例，以美國著名高爾夫球選手阿諾·龐馬之名字命名，香港則採用意譯方式，由此字的本義「朝聖者」引申出「善信」的翻譯。

## 外部連結
- 目白善信 netkeiba.com （页面存档备份，存于）
- 血統表 （页面存档备份，存于）